# Villa Aguet
La villa Aguet (en italien : Villa Aguet) est un résidence historique de la ville de San Felice Circeo dans le Latium en Italie.

## Histoire
La villa fut construite à la demande du prince polonais Stanislas Poniatowski au début du XIXe siècle pendant la période où il posséda le fief de San Felice Circeo.
La propriété appartint ensuite au baron James Aguet, un noble et homme d'affaires suisse, dont elle port le nom aujourd'hui.

## Description
La villa se situe en position panoramique sur les pentes du mont Circé, pas loin du centre historique de San Felice Circeo. Le bâtiment, qui présente des loggias dans la façade orientée vers la mer, se développe sur trois niveaux et est entouré d'un vaste parc privé.

## Galerie d'images

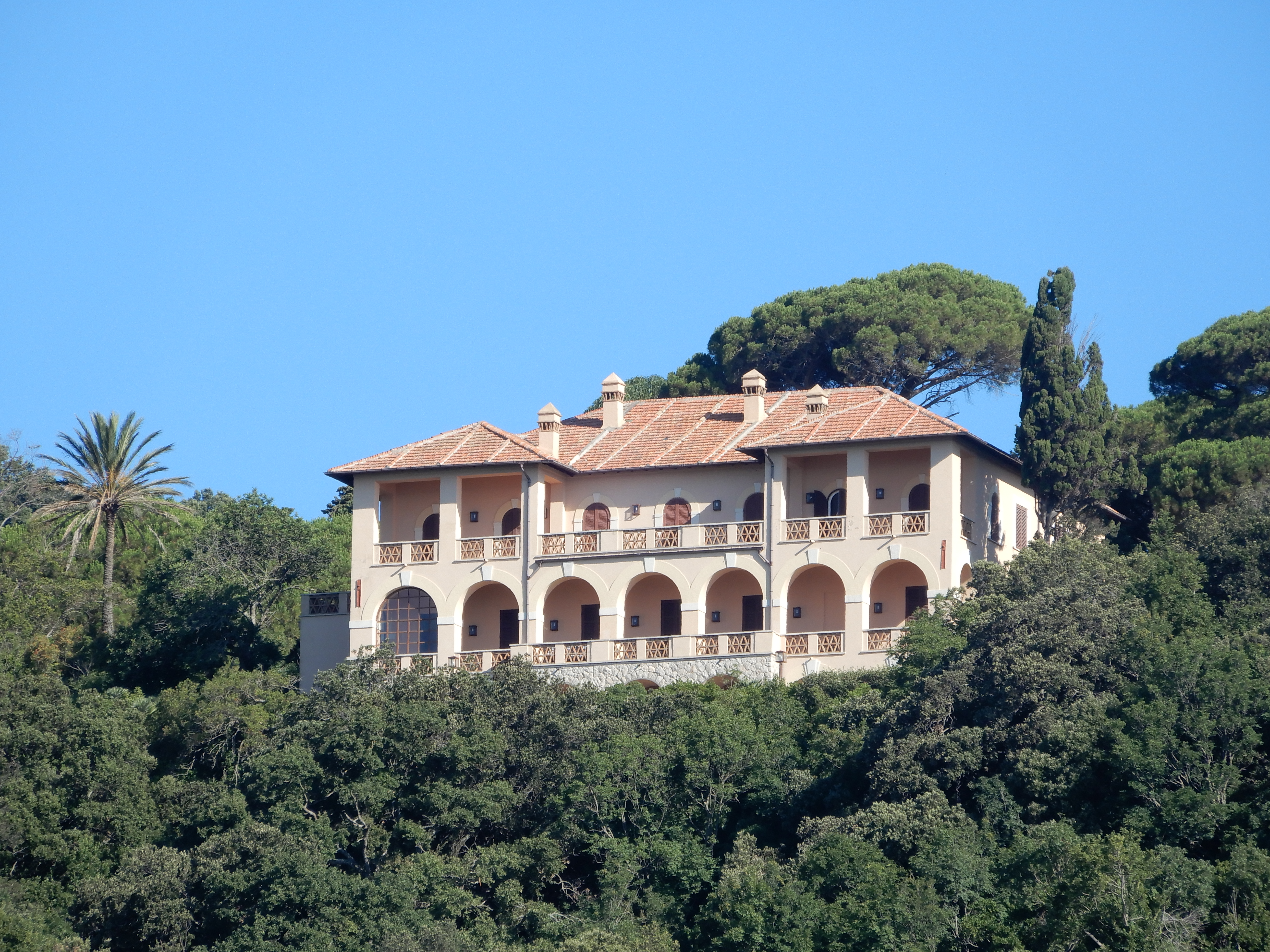
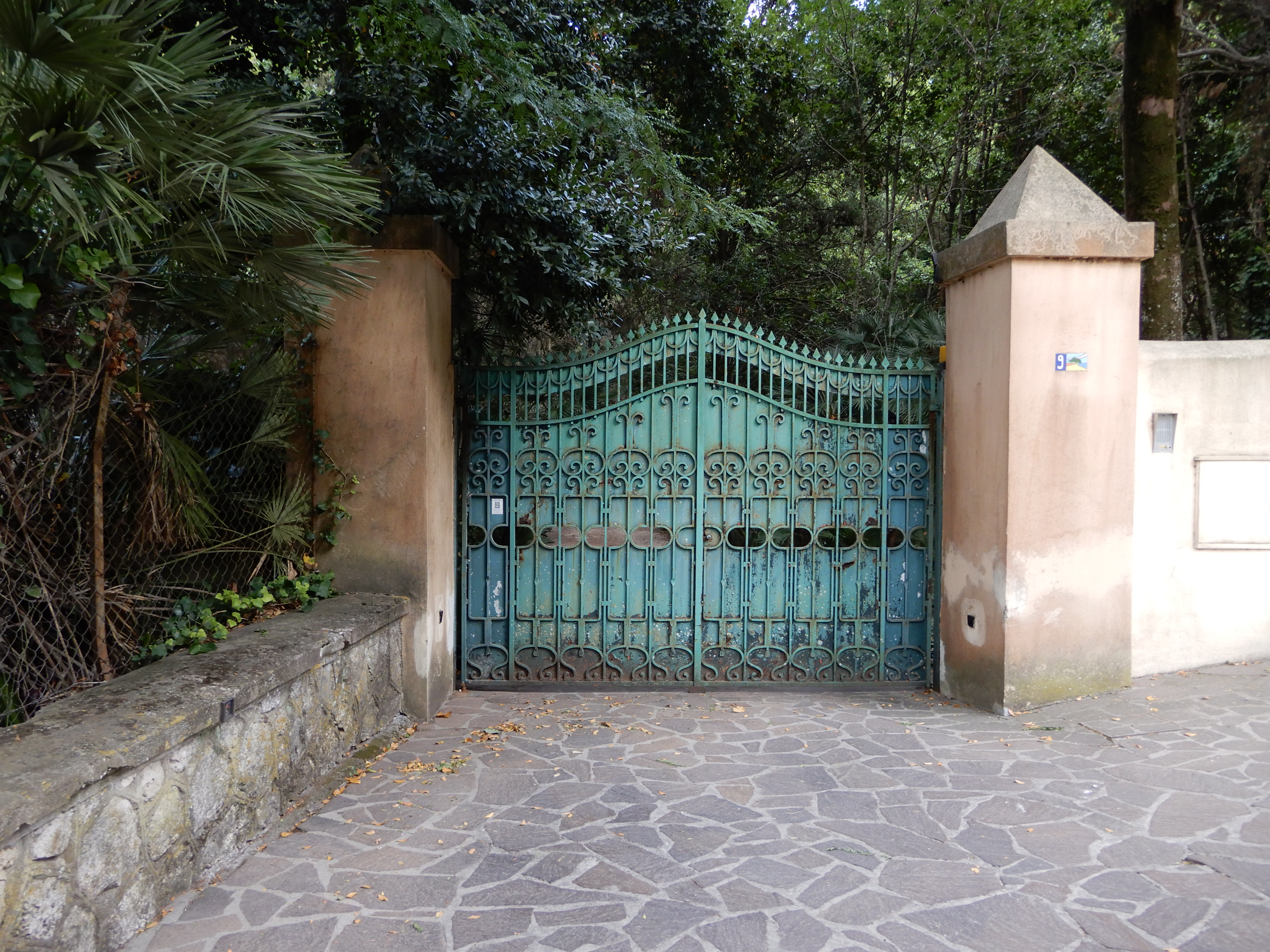
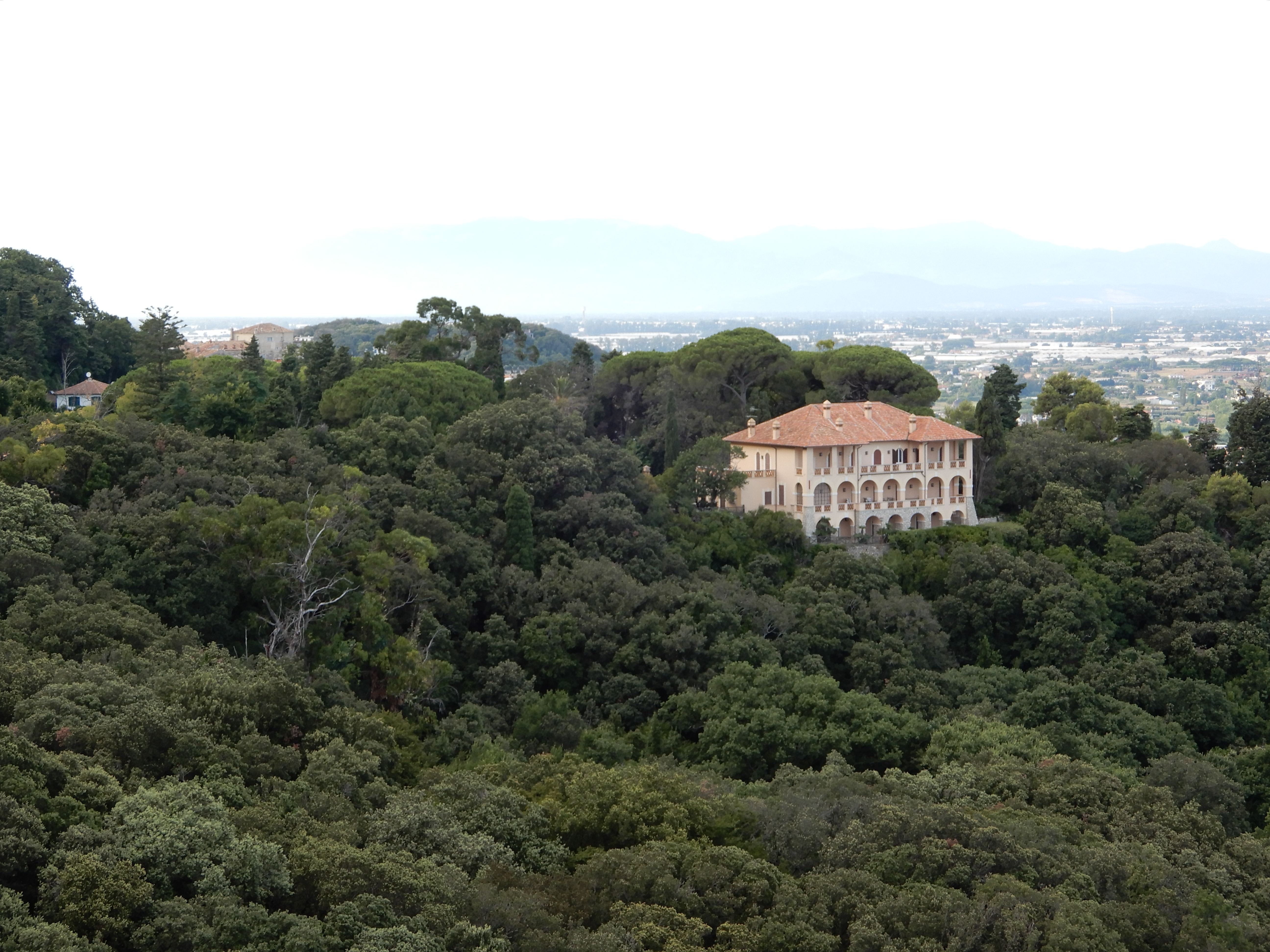